# Olaf Thorsen
Olaf Thorsen, pseudonimo di Carlo Andrea Magnani (Viareggio, 27 settembre 1971), è un chitarrista italiano.

## Biografia
Chitarrista e mente dei Vision Divine, dal 1999 al 2002 fu chitarrista dei Labyrinth, per poi rientrare nella band nel 2009.

## Discografia

### Con i Labyrinth
- 1994 – Midnight Resistance
- 1995 – Piece of Time
- 1996 – No Limits
- 1998 – Return to Heaven Denied
- 1999 – Timeless Crime (EP)
- 2000 – Sons of Thunder
- 2010 – Return to Heaven Denied, Pt. 2 - A Midnight Autumn Dream
- 2017 – Architecture of a God
- 2021 – Welcome to the Absurd Circus

### Con i Vision Divine
- 1999 – Vision Divine
- 2002 – Send Me an Angel
- 2004 – Stream of Consciousness
- 2005 – The Perfect Machine
- 2007 – The 25th Hour
- 2009 – 9 Degrees West of the Moon
- 2012 – Destination Set to Nowhere
- 2019 – When All the Heroes Are Dead
- 2024 – Blood And Angels Tears

### Con gli Shining Black
- 2020 – Shining Black
- 2022 – Postcards from the End of the World

### Collaborazioni
- 1997 – Shadow of Steel – Shadow of Steel
- 1998 – Eddy Antonini – When Water Became Ice
- 1999 – Skylark – Belzebu
- 2000 – Skylark – Divine Gate Part 2: Gate Of Heaven
- 2001 – Cydonia – Cydonia
- 2005 – Michele Luppi's Heaven – Strive
- 2012 - Lunocode - Celestial Harmonies
- 2013 – Avelion – Falling Down
- 2015 – Drakkar – Run with the Wolf
- 2017 – Place Vendome – Close to the Sun